# Список президентів Уругваю
У статті подано список голів держави Уругвай від губернаторів Східної провінції у складі Об'єднаних провінцій Ріо-де-ла-Плати (1814) до сучасних президентів Уругваю.
У першому стовпці таблиці подано офіційний порядок президентів відповідно до уругвайського законодавства. Щодо решти посадових осіб пояснення надано у графі «Примітки».

## Губернатори

### Східна провінція(1814—1817)
| Портрет | Ім'я                    | Початок повноважень | Завершення повноважень | Примітки                                                                             |
| ------- | ----------------------- | ------------------- | ---------------------- | ------------------------------------------------------------------------------------ |
|         | Ніколас Родрігес Пенья  | 9 липня 1814        | 25 серпня 1814         | Призначений Хервасіо Антоніо де Посадасом, верховним правителем Об'єднаних провінцій |
|         | Мігель Естаніслао Солер | 25 серпня 1814      | 25 лютого 1815         |                                                                                      |
|         | Фернандо Оторґуес       | 26 лютого 1815      | 29 липня 1815          | Призначений Хосе Хервасіо Артігасом                                                  |
|         | Мігель Баррейро         | 29 липня 1815       | 18 січня 1817          |                                                                                      |

### ПровінціяСісплатина(1817—1828)
Після португальсько-бразильського вторгнення до Східної смуги Східну провінцію було перетворено на одну з провінцій Сполученого королівства Португалії, Бразилії й Алгарве (після 1822 року — Бразильської імперії), що отримала назву Сісплатина.
| Портрет | Ім'я                                            | Початок повноважень | Завершення повноважень | Примітки |
| ------- | ----------------------------------------------- | ------------------- | ---------------------- | -------- |
|         | Карлос Фредеріко Лекор                          | 20 січня 1817       | 3 лютого 1826          |          |
|         | Франсіско де Паула Магессі Таварес де Карвальйо | 3 лютого 1826       | 27 серпня 1828         |          |

### Східна провінція (1825—1828)
1825 року на Конгресі у Флориді Східна провінція оголосила незалежність від Бразильської імперії та возз'єднання з Об'єднаними провінціями Ріо-де-ла-Плати.
| Портрет | Ім'я                   | Початок повноважень | Завершення повноважень | Примітки                              |
| ------- | ---------------------- | ------------------- | ---------------------- | ------------------------------------- |
|         | Хуан Антоніо Лавальєха | 19 вересня 1825     | 5 липня 1826           | Призначений Конгресом у Флориді       |
|         | Хоакін Суарес          | 5 липня 1826        | 12 жовтня 1827         |                                       |
|         | Луїс Едуардо Перес     | 12 жовтня 1827      | 27 серпня 1828         | Призначений Хуаном Антоніо Лавальєхою |

## Голови незалежної держави Уругвай

### Уряд і тимчасове генерал-капітанство Східної Держави Уругвай (1828—1830)
В результаті Попередньої мирної конвенції, підписаної в Ріо-де-Жанейро 1828 року, Східна провінція здобула незалежність від Бразильської імперії та від Об'єднаних провінцій.
| Портрет | Ім'я                   | Початок повноважень | Завершення повноважень | Примітки                                                                              |
| ------- | ---------------------- | ------------------- | ---------------------- | ------------------------------------------------------------------------------------- |
|         | Луїс Едуардо Перес     | 27 серпня 1828      | 1 грудня 1828          | Губернатор і тимчасовий капітан-генерал, призначений Хуаном Антоніо Лавальєхою        |
|         | Хоакін Суарес          | 1 грудня 1828       | 22 грудня 1828         | Губернатор і тимчасовий капітан-генерал, призначений Генеральними установчими зборами |
|         | Хосе Рондо             | 22 грудня 1828      | 17 квітня 1830         | Губернатор і тимчасовий капітан-генерал, призначений Генеральними установчими зборами |
|         | Хуан Антоніо Лавальєха | 17 квітня 1830      | 28 червня 1830         | Губернатор і тимчасовий капітан-генерал, призначений Генеральними установчими зборами |

### Східна Держава Уругвай (1830—1919)
1830 року набрала чинності перша конституція Уругваю.
| Порядок | Portrait               | Ім'я                       | Початок повноважень | Завершення повноважень | Примітки |
| ------- | ---------------------- | -------------------------- | ------------------- | ---------------------- | --- |
|         |                        | Хуан Антоніо Лавальєха     | 28 червня 1830      | 24 жовтня 1830         | Губернатор і тимчасовий капітан-генерал, призначений Генеральними установчими зборами                            |
|         |                        | Луїс Едуардо Перес         | 24 жовтня 1830      | 6 листопада 1830       | Голова Сенату з повноваженнями здійснення виконавчої влади                                                       |
| 1       |                        | Фруктуосо Рівера           | 6 листопада 1830    | 24 жовтня 1834         | Перший конституційний президент                                                                                  |
|         |                        | Карлос Аная                | 24 жовтня 1834      | 1 березня 1835         | Голова Сенату з повноваженнями здійснення виконавчої влади                                                       |
| 2       |                        | Мануель Орібе              | 1 березня 1835      | 24 жовтня 1838         | |
|         |                        | Габріель Антоніо Перейра   | 24 жовтня 1838      | 1 березня 1839         | Голова Сенату з повноваженнями здійснення виконавчої влади                                                       |
| 3       |                        | Фруктуосо Рівера           | 1 березня 1839      | 1 березня 1843         | |
|         |                        | Мануель Орібе              | 16 лютого 1843      | 8 жовтня 1851          | Самопроголошений голова уряду Серріто за часів громадянської війни                                               |
|         |                        | Хоакін Суарес              | 1 березня 1843      | 15 лютого 1852         | Голова Сенату з повноваженнями здійснення виконавчої влади, голова Оборонного уряду під час громадянської війни  |
|         |                        | Бернардо Пруденсіо Берро   | 15 лютого 1852      | 1 березня 1852         | Голова Сенату з повноваженнями здійснення виконавчої влади                                                       |
| 4       |                        | Хуан Франсіско Хіро        | 1 березня 1852      | 25 вересня 1853        | Усунутий від посади в результаті державного перевороту                                                           |
|         |                        | Венансіо Флорес            | 25 вересня 1853     | 12 березня 1854        | Тріумвірат. Фруктуосо Рівера та Хуан Антоніо Лавальєха померли під час перебування на посадах                    |
|         | Фруктуосо Рівера       | 25 вересня 1853            | 13 січня 1854       |                        | Тріумвірат. Фруктуосо Рівера та Хуан Антоніо Лавальєха померли під час перебування на посадах                    |
|         | Хуан Антоніо Лавальєха | 25 вересня 1853            | 22 жовтня 1853      |                        | Тріумвірат. Фруктуосо Рівера та Хуан Антоніо Лавальєха померли під час перебування на посадах                    |
| 5       |                        | Венансіо Флорес            | 12 березня 1854     | 10 вересня 1855        | |
|         |                        | Луїс Ламас                 | 29 серпня 1855      | 10 вересня 1855        | Самопроголошений президент після «повстання консерваторів»                                                       |
|         |                        | Мануель Базіліо Бустаманте | 10 вересня 1855     | 15 лютого 1856         | Голова Сенату з повноваженнями здійснення виконавчої влади                                                       |
|         |                        | Хосе Марія Пла             | 15 лютого 1856      | 1 березня 1856         | Голова Сенату з повноваженнями здійснення виконавчої влади                                                       |
| 6       |                        | Габріель Антоніо Перейра   | 1 березня 1856      | 1 березня 1860         | |
| 7       |                        | Бернардо Пруденсіо Берро   | 1 березня 1860      | 1 березня 1864         | |
|         |                        | Атанасіо Агірре            | 1 березня 1864      | 15 лютого 1865         | Голова Сенату з повноваженнями здійснення виконавчої влади. Усунутий від влади після бразильського вторгнення    |
|         |                        | Томас Вільяльба Альбін     | 15 лютого 1865      | 20 лютого 1865         | Голова Сенату з повноваженнями здійснення виконавчої влади. Усунутий від влади після бразильського вторгнення    |
|         |                        | Венансіо Флорес            | 20 лютого 1865      | 15 лютого 1868         | Де-факто президент після бразильського вторгнення. Утримував владу як тимчасовий губернатор упродовж трьох років |
|         |                        | Педро Варела               | 15 лютого 1868      | 1 березня 1868         | Голова Сенату з повноваженнями здійснення виконавчої влади                                                       |
| 8       |                        | Лоренсо Батльє-і-Грау      | 1 березня 1868      | 1 березня 1872         | |
|         |                        | Томас Гоменсоро            | 1 березня 1872      | 1 березня 1873         | Голова Сенату з повноваженнями здійснення виконавчої влади                                                       |
| 9       |                        | Хосе Еухеніо Ельяурі       | 1 березня 1873      | 22 січня 1875          | Усунутий в результаті державного перевороту                                                                      |
| 10      |                        | Педро Варела               | 22 січня 1875       | 10 березня 1876        | Призначений Генеральною асамблеєю. Був змушений піти у відставку в результаті державного перевороту              |
| 11      |                        | Лоренцо Латорре            | 10 березня 1876     | 15 березня 1880        | Спочатку Тимчасовий губернатор, потім — президент (за результатами виборів)                                      |
| 12      |                        | Франсіско Відаль           | 15 березня 1880     | 1 березня 1882         | |
| 13      |                        | Максімо Сантос             | 1 березня 1882      | 1 березня 1886         | |
| 14      |                        | Франсіско Відаль           | 1 березня 1886      | 24 травня 1886         | |
|         |                        | Максімо Сантос             | 24 травня 1886      | 18 листопада 1886      | Голова Сенату з повноваженнями здійснення виконавчої влади                                                       |
| 15      |                        | Максімо Тахес              | 18 листопада 1886   | 1 березня 1890         | |
| 16      |                        | Хуліо Еррера-і-Обес        | 1 березня 1890      | 1 березня 1894         | |
|         |                        | Дункан Стюарт              | 1 березня 1894      | 21 березня 1894        | Голова Сенату з повноваженнями здійснення виконавчої влади                                                       |
| 17      |                        | Хуан Ідіарте Борда         | 21 березня 1894     | 25 серпня 1897         | Убитий |
|         |                        | Хуан Ліндольфо Куестас     | 25 серпня 1897      | 15 лютого 1899         | Спочатку голова Сенату з повноваженнями здійснення виконавчої влади, потім — президент де-факто                  |
|         |                        | Хосе Батльє-і-Ордоньєс     | 15 лютого 1899      | 1 березня 1899         | Голова Сенату з повноваженнями здійснення виконавчої влади                                                       |
| 18      |                        | Хуан Ліндольфо Куестас     | 1 березня 1899      | 1 березня 1903         | |
| 19      |                        | Хосе Батльє-і-Ордоньєс     | 1 березня 1903      | 1 березня 1907         | |
| 20      |                        | Клаудіо Вільїман           | 1 березня 1907      | 1 березня 1911         | |
| 21      |                        | Хосе Батльє-і-Ордоньєс     | 1 березня 1911      | 1 березня 1915         | |
| 22      |                        | Фелісіано Вієра            | 1 березня 1915      | 1 березня 1919         | |

### Східна Республіка Уругвай (від 1919)
Набрала чинності конституція 1918 року, відповідно до якої президент обирається на прямих загальних виборах терміном 5 років, при цьому він не може бути обраний на два терміни поспіль.
| Порядок | Портрет | Ім'я                            | Початок повноважень | Завершення повноважень | Примітки                                                                                        |
| ------- | ------- | ------------------------------- | ------------------- | ---------------------- | ----------------------------------------------------------------------------------------------- |
| 23      |         | Бальтазар Брум                  | 1 березня 1919      | 1 березня 1923         |                                                                                                 |
| 24      |         | Хосе Серрато                    | 1 березня 1923      | 1 березня 1927         |                                                                                                 |
| 25      |         | Хуан Кампістегі                 | 1 березня 1927      | 1 березня 1931         |                                                                                                 |
| 26      |         | Габріель Терра                  | 1 березня 1931      | 31 березня 1933        |                                                                                                 |
| 27      |         | Альфредо Бальдомір              | 19 червня 1938      | 21 лютого 1942         |                                                                                                 |
| 28      |         | Хуан Хосе де Амесага            | 1 березня 1943      | 1 березня 1947         |                                                                                                 |
| 29      |         | Томас Беррета                   | 1 березня 1947      | 2 серпня 1947          | Помер під час перебування на посаді                                                             |
| 30      |         | Луїс Батльє Беррес              | 2 серпня 1947       | 1 березня 1951         | Віцепрезидент в адміністрації Беррети, зайняв пост після його смерті                            |
| 31      |         | Андрес Мартінес Труеба          | 1 березня 1951      | 1 березня 1952         | Повноваження президента було передано Національній урядовій раді                                |
|         |         | Національна урядова рада        | 1 березня 1952      | 1 березня 1967         |                                                                                                 |
| 32      |         | Оскар Дієго Гестідо             | 1 березня 1967      | 6 грудня 1967          | Помер під час перебування на посаді                                                             |
| 33      |         | Хорхе Пачеко Ареко              | 6 грудня 1967       | 1 березня 1972         | Віцепрезидент в адміністрації Гестідо, зайняв пост після його смерті                            |
| 34      |         | Хуан Марія Бордаберрі           | 1 березня 1972      | 12 червня 1976         | За три роки після державного перевороту 1973 та встановлення військової диктатури був повалений |
|         |         | Альберто Демічелі               | 12 червня 1976      | 1 вересня 1976         | Призначений військовиками, але невдовзі усунутий від посади                                     |
|         |         | Апарісіо Мендес                 | 1 вересня 1976      | 1 вересня 1981         | Призначений військовиками                                                                       |
|         |         | Грегоріо Конрадо Алварес        | 1 вересня 1981      | 12 лютого 1985         | Призначений військовиками                                                                       |
|         |         | Рафаель Аддієго Бруно           | 12 лютого 1985      | 1 березня 1985         | Голова Верховного суду, призначений військовиками                                               |
| 35      |         | Хуліо Сангінетті                | 1 березня 1985      | 1 березня 1990         | Перший демократично обраний президент після диктатури 1973—1985 років                           |
| 36      |         | Луїс Альберто Лакальє де Еррера | 1 березня 1990      | 1 березня 1995         |                                                                                                 |
| 37      |         | Хуліо Сангінетті                | 1 березня 1995      | 1 березня 2000         |                                                                                                 |
| 38      |         | Хорхе Батльє Ібаньєс            | 1 березня 2000      | 1 березня 2005         |                                                                                                 |
| 39      |         | Табаре Васкес                   | 1 березня 2005      | 1 березня 2010         |                                                                                                 |
| 40      |         | Хосе Мухіка                     | 1 березня 2010      | 1 березня 2015         |                                                                                                 |
| 41      |         | Табаре Васкес                   | 1 березня 2015      | 1 березня 2020         |                                                                                                 |
| 42      |         | Луїс Альберто Лакальє Поу       | 1 Березня 2020      |                        |                                                                                                 |